# Stazione di Shiroishi-Zaō
La Stazione di Shiroishi-Zaō (白石蔵王駅?, Shiroishi-Zaō-eki) è una stazione ferroviaria della città di Shiroishi, nella prefettura di Miyagi della regione del Tōhoku utilizzata esclusivamente dai servizi Shinkansen.

## Linee
- East Japan Railway Company
  - ■ Tōhoku Shinkansen
  - ■ Akita Shinkansen